# Complete SINGLES BOX
『Complete SINGLES BOX』（コンプリート・シングルズ・ボックス）は、中山美穂の10枚組CD-BOX（シングルコレクション）。2006年3月1日にキングレコードより発売された。(KICS-91222〜91231)

## 解説
- デビュー20周年を記念した作品で、全シングルのA・B面を完全収録。更に、再発売の要望の多かったというリミックスアルバム4枚を全て収録している。初回限定生産品。
- 2000年にインターネット配信のみで発売された「STARDUST」「Lagrimas Negras」「キミがいるから」の3曲が初CD化された。
- 特典として初映像化となる1994年に行われた「Miho Nakayama Concert Tour '94 "Pure White"」のライブ映像のDVDと、シングルのジャケット写真を全て掲載したブックレット、およびデビューシングル「C」の媒体向けパンフレットの復刻版が封入された。発売前は特典に「本人最新コメントとシングル写真を全て掲載したプレミアムブックレット」が付くと発表されていたが、発売直前になって「シングル写真を全て掲載したプレミアムブックレット封入」に変更された。しかし、ブックレットは誤記箇所が多く見受けられ、後日修正版と無償交換の措置が取られたが、修正版でもいくつかの誤記が見つかっている。本人コメントは後日、発売元のキングレコードのサイト上に掲載された。
- 特典DVDの映像は、1994年9月10日の東京ベイNKホール公演のものだが、音源は同年8月26、27日の中野サンプラザ公演（1995年にリリースされた『Pure White Live '94』に収録）のものであるため、音と口の動きが合っていない場面が見受けられる。

## 収録曲

### DISC-1
- SINGLE A-SIDE COLLECTION I

1. 「C」
2. 生意気
3. BE-BOP-HIGHSCHOOL
4. 色・ホワイトブレンド
5. クローズ・アップ
6. JINGI・愛してもらいます
7. ツイてるねノッてるね
8. WAKU WAKUさせて
9. 「派手!!!」
10. 50/50
11. CATCH ME

### DISC-2
- SINGLE B-SIDE COLLECTION I

1. スピード・ウェイ
2. 「U」
3. 放課後
4. ときめきの季節
5. 瞳のかげり
6. Rising Love
7. 泣かないわ
8. ハートのスイッチを押して
9. ジェラシー
10. 斜めな愛を許して
11. BAD BOY

### DISC-3
- SINGLE A-SIDE COLLECTION II

1. You're My Only Shinin' Star
2. 人魚姫 mermaid
3. Witches
4. ROSÉCOLOR
5. Virgin Eyes
6. Midnight Taxi
7. セミスウィートの魔法
8. 女神たちの冒険
9. 愛してるっていわない!

### DISC-4
- SINGLE B-SIDE COLLECTION II

1. SHERRY
2. In the morning
3. 誓いを破って
4. YOU AND I
5. サンクチュアリ〜Sanctuary〜
6. 本気でも
7. Save Your Love
8. Too Fast, Too Close <Dance Version>
9. Without You

### DISC-5
- SINGLE A-SIDE COLLECTION III

1. これからのI Love You
2. Rosa
3. 遠い街のどこかで…
4. Mellow
5. 世界中の誰よりきっと
  - 中山美穂&WANDS名義
6. 幸せになるために
7. あなたになら…
8. ただ泣きたくなるの
9. Sea Paradise -OLの反乱-
10. HERO

### DISC-6
- SINGLE B-SIDE COLLECTION III

1. 誰かが愛に…
2. Dream
3. Tell Me
4. Silent
5. 世界中の誰よりきっと <PARTII>
  - 中山美穂&WANDS名義
6. P.S. 夏の国から
7. Holiday
8. ただ泣きたくなるの <Another Edition>
9. 何度でも愛せるから
10. HERO（アカペラバージョン）

### DISC-7
- SINGLE A-SIDE COLLECTION IV

1. CHEERS FOR YOU
2. Hurt to Heart〜痛みの行方〜
3. Thinking about you〜あなたの夜を包みたい〜
4. True Romance
5. 未来へのプレゼント
  - 中山美穂 with MAYO名義
6. マーチカラー
7. LOVE CLOVER
8. A Place Under the Sun
9. Adore
10. STARDUST (Bonus Track)
  - 初CD化
11. Lagrimas Negras (Bonus Track)
  - 初CD化
12. キミがいるから (Bonus Track)
  - 初CD化

### DISC-8
- SINGLE B-SIDE COLLECTION IV

1. CHEERS FOR YOU (DANCE MIX)
2. I LOVE YOU
3. Angel
4. 不意のKiss
5. Darlin'
6. SHINING FOR YOU
7. empty pocket
8. A Place Under the Sun (Revesion)
9. noon moon
10. Adore (for movie)
11. Sweetest Lover

### DISC-9
- Makin' Dancin' / DANCE BOX

1. Funcky "Mermaid" <M.I.D. DANCE MIX>
  - 50/50
  - クローズ・アップ
  - 生意気
  - JINGI・愛してもらいます
2. "CATCH ME" In EURO <ULTI MIX>
  - 色・ホワイトブレンド
  - WAKU WAKUさせて
  - BE-BOP-HIGHSCHOOL
3. Dance with 「C」 <ULTI MIX>
  - ツイてるねノッてるね
  - 「派手!!!」
4. From WAKU WAKU SASETE
5. From Rosa
6. From CATCH ME
7. From BE-BOP-HIGHSCHOOL
8. From mermaid
9. From COCKATOO

### DISC-10
- THE REMIXES MIHO NAKAYAMA MEETS New York GROOVE / THE REMIXES MIHO NAKAYAMA MEETS Los Angeles GROOVE

1. ANGEL SOUL
2. 小さな太陽 -CARROT RED
3. The Eternities
4. SHINING FOR YOU
5. You're My Only Shinin' Star
6. 遠い街のどこかで…
7. Love For You
8. Sea Paradise -OLの反乱-
9. Blue Stone
10. 付和雷同 -WHAT↑I↓DO-
11. I Know
12. Treasure

### DISC-11
- SPECIAL LIVE DVD from Pure White Live '94 @ TOKYO BAY N.K. HALL

1. Sea Paradise -OLの反乱-
2. 世界中の誰よりきっと
3. シングルメドレー
  - ツイてるねノッてるね
  - 「C」
  - WAKU WAKUさせて
  - 色・ホワイトブレンド
  - BE-BOP-HIGHSCHOOL
  - クローズ・アップ
  - Witches
  - 遠い街のどこかで…
  - 女神たちの冒険
  - You're My Only Shinin' Star
  - CATCH ME
  - 「派手!!!」